# Atninsky (huyện)
Huyện Atninsky (tiếng Nga: ? райо́н) là một huyện hành chính tự quản (raion), của Tatarstan, Nga. Huyện có diện tích 671 km². Trung tâm của huyện đóng ở Bol'shaya Atnya.